# 자본주의, 사회주의, 민주주의
《자본주의, 사회주의, 민주주의》(영어: Capitalism, Socialism and Democracy)는 경제학자 조지프 슘페터의 책이다. 그는 이 책에서 자본주의, 사회주의에 대해 서술하였으며, 창조적 파괴 개념을 서술하였다. 초판은 1942년에 발행되었으며, 2판은 2차대전 이후인 1947년에 '제2차 세계대전의 귀결'을 덧붙여 출간되었고, 2년 후에 '전후 전개에의 주석'을 덧붙인 제3판이 발행되었다.
이 책은 당시부터 지금까지 경제학계의 주류를 형성하고 있는 신고전파 경제학의 방법론과 달리 수학을 거의 사용하지 않았으며, 정태적 모형분석이 아닌, 역동적인 자본주의의 모습을 그려냈다.

## 구성
- 제1부 : 마르크스 학설
- 제2부 : 자본주의는 살아 남을 수 있는가
- 제3부 : 사회주의는 작동할 수 있는가
- 제4부 : 사회주의와 민주주의
- 제5부 : 사회주의 정당의 역사적 개관

## 자본주의와 사회주의
슘페터 이론의 핵심은 자본주의의 성공이 일종의 조합주의와 자본주의 자체를 반대하는 가치들을 만들어낸다는 데에 있다. 또한, 사회 분위기가 자본주의에 회의적이 되면서 결국 자본주의는 사회주의로 대체되게 된다. 다만 일반적인 마르크스주의 이론가들이 생각하는 혁명이라는 방법으로 사회주의가 달성되지는 않을 것이다. 대신, 사회 민주주의에 대한 찬성이 높아지면서 자연스레 사회주의가 대두할 것이다.
그의 주장에 따르면, 복지 국가에 대한 요구, 슘페터가 자본주의의 핵심으로 보고 있는 기업가 정신에 대한 제한의 요구가 높아지면서 자본주의는 내부로부터 붕괴할 것이다. 이러한 주장은 일종의 정치적인 목적의 주장이라기 보다는, 일종의 경향성을 서술한 것이라고 강조하고 있다. "만약 한 의사가 자신의 환자가 곧 죽을 것이라고 추정한다고 해서, 그 의사가 그것을 바란다는 것을 의미하지는 않는다."
그의 주장에 따르면, 지식인 계층이 자본주의의 종언에 중요한 역할을 담당할 것이다. '지식인'이라는 용어는 일련의 사람들을 의미하는데, 그들은 사회적 일들에 대한 비판 논리들을 개발한다. 하지만 그들은 이러한 사회적 일들에 대한 직접적 책임이 있는 계급에 속한다고 할 수는 없다.
또한 그는 전자본주의 사회에 대해 자본주의가 가지는 장점 중 하나는 바로 교육이라는 점을 지적한다. 전자본주의 사회에서 교육은 소수의 특권이었지만, 자본주의 사회에서 교육은 많은 사람들에게 개방되어 있다. 하지만 노동의 기회는 제한되어 있으며, 이로 인해 불만이 양산된다. 지식인 계층은 이러한 상황에서 시위를 조직하거나 자유 시장과 사유 재산에 대한 비판 논리를 개발할 수 있다.
자본주의와 다른 경제 체제인 사회주의는 사람들의 '진정한 요구'를 채울 수 있는 상품과 서비스를 생산할 수 있다. 또한 사회주의는 자본주의 고유의 경향, 이를테면 경제 파동이나 실업 등의 문제를 극복할 수 있다. 결국 슘페터는 사회주의가 자본주의를 대체할 것이라고 주장하는 것이다. 하지만 슘페터의 '사회주의'는 마르크스주의적인 의미에서의 '사회주의'와는 달리 '사회 민주주의'에 가까우며, 폭력적인 혁명의 가능성에 대해 높게 평가하지 않았다.또한 마르크스는 경제적 토대의 모순이 계급투쟁이라는 형태를 취함으로써 사회 변동이 일어난다고 보았지만 슘페터는 기업가의 혁신 즉 '창조적 파괴'가 자본주의 사회의 풍요로움을 가져오는 원동력으로 보았다. 동시에 이 풍요로움이 자본주의에서 '사회주의'로 이행하는 기초가 되어야 한다고 보았다.

## 창조적 파괴
이 책에는 또한 슘페터의 유명한 개념인 '창조적 파괴'가 소개되어 있다. 이는 기업가들의 혁신적 활동을 말한다. 슘페터는 레옹 발라의 이론에서 소개된 정태적인 자본주의는 어떠한 이윤도 창출하지 않으며 발전이 없는 정체된 사회라고 생각하였다. 하지만 기업가들의 혁신 행위로 인해 '불균형'이 초래될 때 사회가 발전한다고 생각하였다.
기업가들의 혁신으로 인해 기존의 가치에 대한 파괴가 일어나지만 이는 장기적으로는 경제발전을 유지하는 원동력이다. 이는 단순한 발전을 넘어선 근본적인 변화를 뜻한다. 그가 이야기하는 혁신은 단순한 기술 발명, 경영상의 혁신을 뜻하는 것이 아니라 기업가들의 행위로 촉발된 사회 전체적인 변화를 의미한다.
이러한 근본적인 변화에 직면하여 기존에 시장에 자리잡고 있던 지배적인 기업들은 꾸준히 새로운 기술 개발에 투자하게 된다. 이러한 끊임없는 혁신이 바로 자본주의를 가장 뛰어난 경제 체제로 만들어주는 힘이다.
그러나 이 책의 제 2장에서 그는 결국 기업가의 혁신 행위 자체도 사회화되며, 장기적으로는 기업가들의 혁신 자체가 불필요한 것으로 받아들여진다고 서술하였다.

## 한국어 출판
- 변상진 역, 2011, 한길사.
- 이종인 옮김, 2016, 북길드

## 같이 보기
- 자본주의
- 사회주의